# Exochus obscurus
Exochus obscurus là một loài tò vò trong họ Ichneumonidae.